# 台江國家公園
台江國家公園，為中華民國第八座國家公園，也是臺灣首座都市型國家公園，2009年12月28日成立。範圍涵蓋陸域與海域，陸域為七股區的青山漁港以南至國聖燈塔、國聖燈塔以南至曾文溪以北，以及安南區的城西濱海區域、鹿耳門溪的溪口至台17線、鷸鴴科保護區與四草溼地周邊至鹽水溪以北，海域則為上述陸域濱海至澎湖縣東吉嶼的澎湖水道區域。
台江一名，源自歷史上的台江內海，多已陸化為濕地或魚塭。

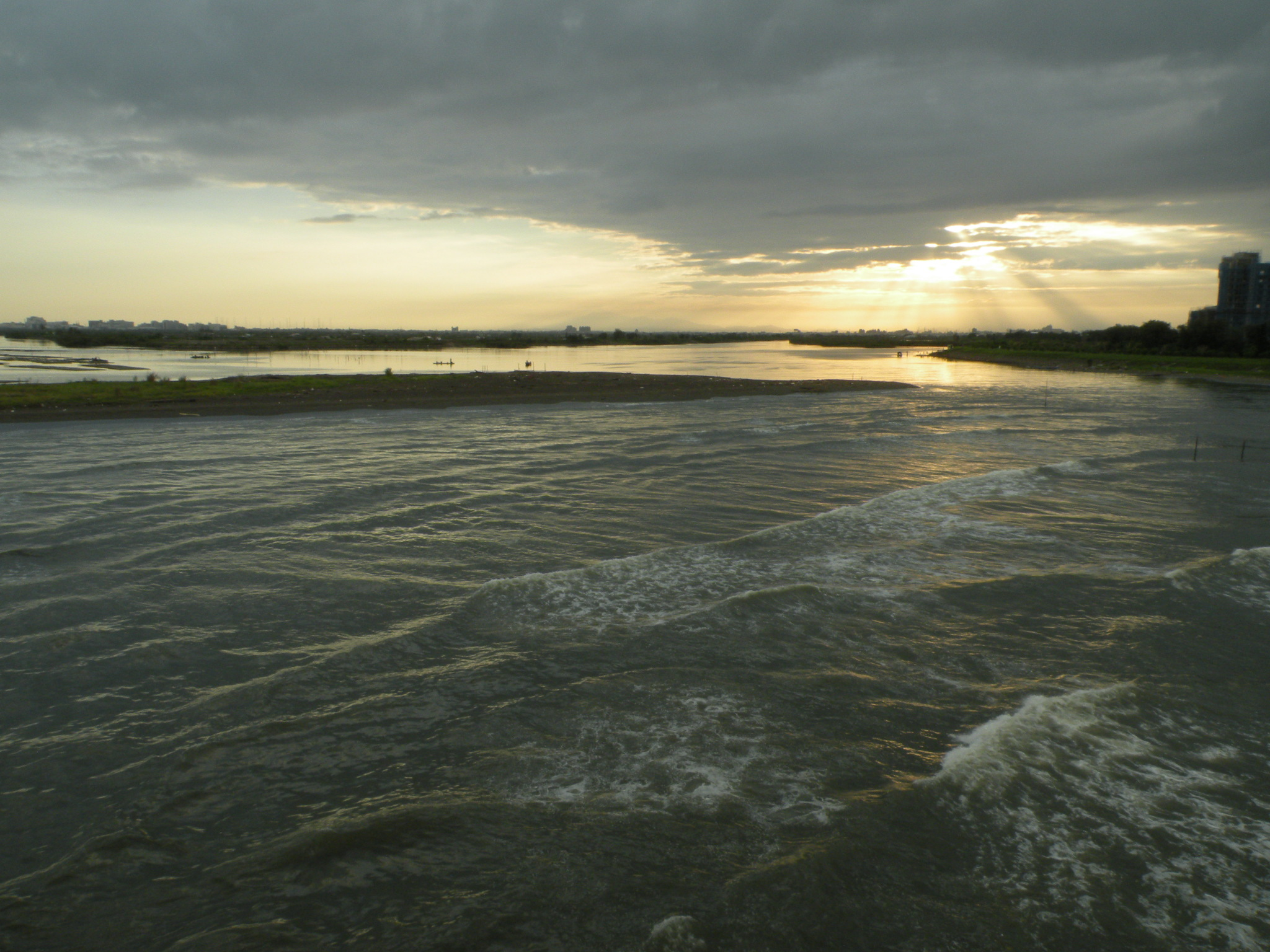
鹽水溪口（四草湖）為國家級濕地，亦為台江內海遺跡

## 歷史

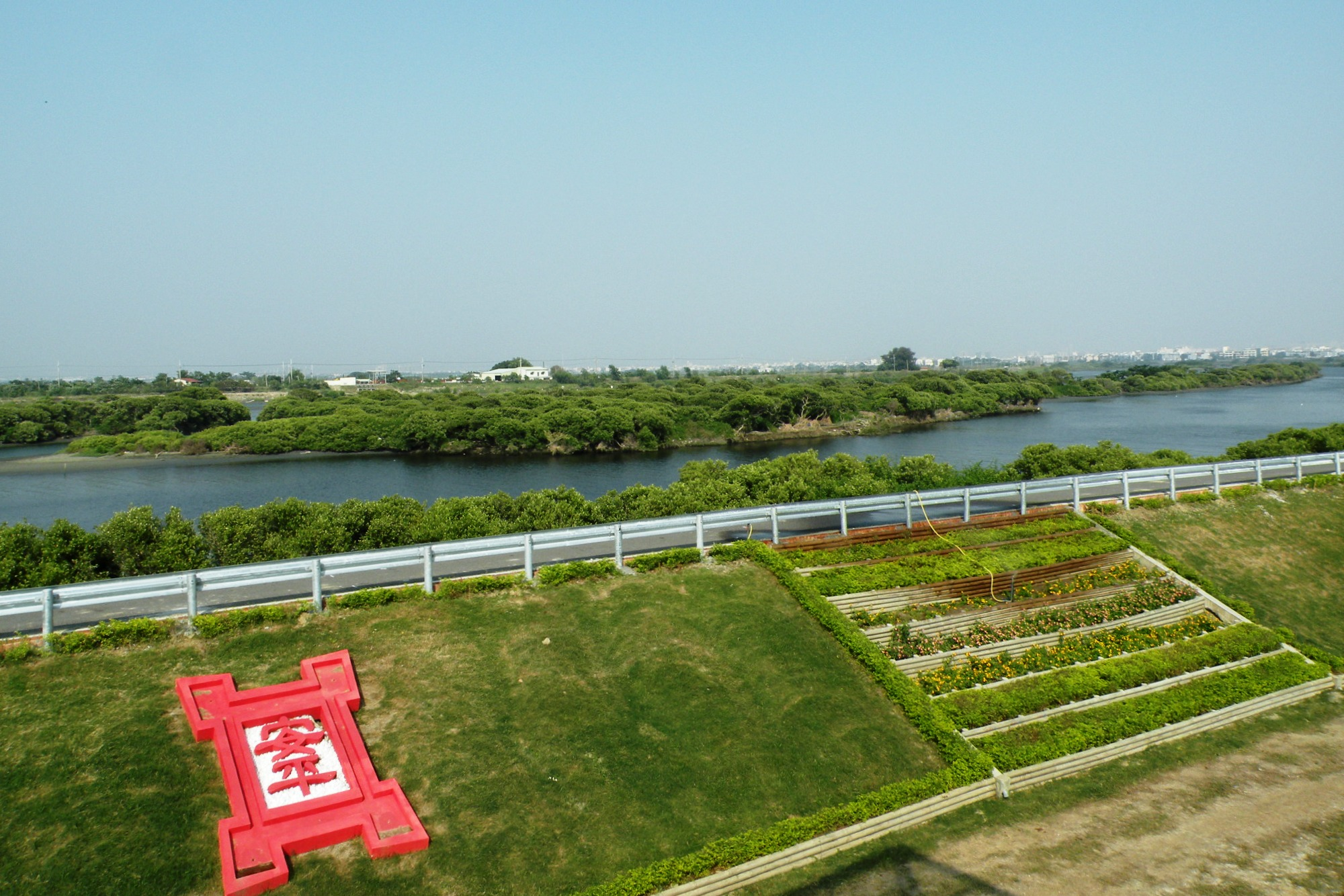
鹽水溪安平堤坊（圖）為國家公園南界，溪中沙洲遍佈紅樹林及鳥類，亦是山海圳綠道的一部分。

原名源自18世紀以前台灣西南之潟湖台江內海，唯潟湖在18世紀中葉以後逐漸陸化，潟湖外側的鯤鯓（即沙洲）亦與陸地連為一體，僅餘四草湖、鯤鯓湖與若干濕地等遺蹟，成為重要生物棲息區。另外，台江亦為歷史上數起關鍵事件發生地；例如鄭成功由鹿耳門水道進入內海，出其不意攻擊更早在此殖民的荷蘭人，使臺灣發展為漢人優勢社會。
有別與其他國家公園由中央政府主導，台江國家公園係由地方政府（即臺南市政府）率先發起。最初構想由臺南市第14、15任省轄市市長許添財（2001－2010年）在競選時提出之政見，當選後即積極推動，並獲中央政府支持。在多次確認範圍後除增加臺灣海峽海域部份外，亦聯合臺南縣政府（當時縣、市尚未合併）將鄰近之七股鄉一併納入並擬名台江黑水溝國家公園（「黑水溝」為臺灣海峽之俗稱）。2009年6月29日，內政部通過計畫，為便於國際行銷，確立以台江為名。同年10月15日，台江國家公園正式成立，其管理處在新行政中心完工前暫設於安平港。2016年1月13日，位於安南區四草的新行政中心正式啟用 。
另外在台江國家公園成立前，曾規劃四草野生動物保護區（1994年11月30日成立）、雲嘉南濱海國家風景區等加以管理。後者組織今日尚存，但部份區域轉交台江國家公園管理；而2014年6月臺灣第9座國家公園澎湖南方四島國家公園成立後，東吉嶼與周邊海域將劃入該國家公園管理。

### 荷蘭統治時期的台江
西元1624年荷蘭東印度公司決定將澎湖城破壞遷來臺灣，在大員島築城，經過8年4個月，終於在1632年底，完成寬100呎，長140呎，並備有四個稜堡之城堡，作為貿易及行政中心，此城堡興建初期稱奧倫治（Orange），於1627年改稱熱蘭遮城（Zeelandia），即今日的「安平古堡」。而在相對角的北線（汕）尾島，因北可扼守鹿耳門水道，南可控制進入台江的南、北兩水道，所以荷人選擇在北線（汕）尾建立城寨，於1631年底興建完成。其形式為三層樓的設防塔，下面兩層寬6公尺，上層寬9公尺，上層樓架有6門大砲，牆壁厚2.5公尺。該城寨於1633年由新任長官漢斯·普特曼斯（Hans Putmans）命名為「海堡（Zeeburg）」。此海堡於1656年因受強烈颱風侵襲而毀損，卻未加以修建，讓後來鄭成功有機可乘。1661年鄭成功大軍就是從鹿耳門水道進入台江，登陸北線（汕）尾島。

### 清朝領軍時期的台江
清道光3年（西元1823年）正月全臺大地震，促使土石鬆散且容易受侵蝕，同年7月連續多日的狂風暴雨，將原本鬆散的土石大量沖刷而下，促使當年的漚汪溪（現曾文溪）改道，改道後土石流沖入台江，將台江填為陸地。
風雨過後，台江周邊的鹽水溪及曾文溪等近代河川仍不斷大量地輸沙，促使台江內海增加不少海埔新生地，吸引大量移民至此開墾，但因土地低濕且含鹽份甚高，地力十分貧瘠不適宜農耕，加上無豐沛的水源可以灌溉，居民們為了維生僅可種植耐旱耐鹽的作物。但由於台江內海波浪平穩，適合魚類棲息，居民可從事捕魚及捕撈魚苗，並利用淤積所形成的濕地、沼澤窪地、淺海或溪墘等處，圍築魚塭放養蚶蚵與適合圈養的魚類。所以沿海的漁撈與圍築魚塭養殖，成為當地居民長期以來因應環境所能從事的最佳經濟活動。

### 現在的台江

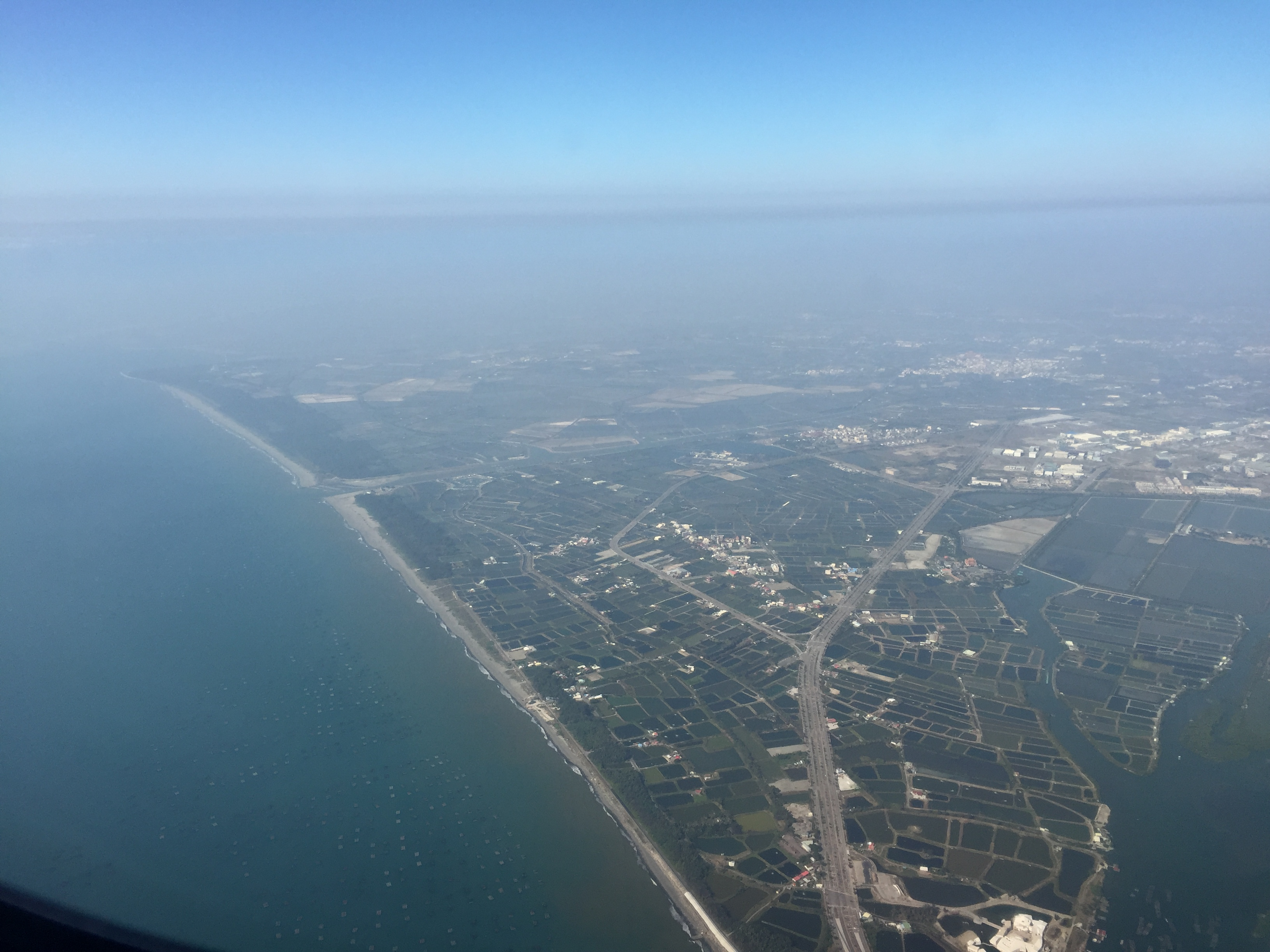
空中所見的台江國家公園（四草附近）

日治末期及戰後，鹿耳門溪淤塞，鹽水溪上游兩側土地陸續被開發及開闢公路導致河道縮小，因而造成漂沙大減；而曾文溪上游相繼建築了烏山頭水庫、曾文水庫、南化水庫，將原本曾文溪上游會隨著流水往下游移動的河沙沉澱在水庫裡，因此河川所能挾帶入海的泥沙量明顯減少。再加上近年於鹽水溪出海口南側鯤鯓湖建設了遠洋漁港及多功能港口－安平商港，以及在鹽水溪出海口北側處埋設臺南科技工業區廢水排放管，造成「突堤效應」。
七股曾文溪溪口與頂頭額汕之間於1960年代大多闢為魚塭，而青鯤鯓與青山港汕之間的七股海埔地，1970年代也大規模開闢為鹽田。隨著大環境的改變，養殖業與鹽業的人工成本提高，缺乏現代商業競爭力，迫使臺鹽1990年代擬出停止曬鹽的計畫，而魚塭養殖業亦受到成本壓力與環境影響，年輕的一輩認為養殖工作辛苦、冒險且收入不穩定，因而逐漸放棄從事養殖，以致多數魚塭呈現棄養狀態，沿海傳統產業的沒落卻讓自然環境得以休養生息，生物生態逐漸豐富多樣化。此時，引進大煉鋼廠的濱南工業區計畫一度被討論，但因對環境影響過大而中止。而台江孕育出兩個國際級濕地─曾文溪口濕地與四草濕地，以及兩個國家級濕地─七股鹽田濕地與鹽水溪口濕地。為保留如此珍貴的生態及文化資源，經地方環保團體許多年的爭取，
內政部於2009年10月15日公告成立「台江國家公園」，並於12月28日正式揭牌。2023年10月2日，台江國家公園管理處自營建署正式改隸為國家公園署。

## 範圍
台江國家公園面積計39,310公頃。

### 陸地範圍
計4,905公頃，四極點為：
- 北：青山漁港南堤
- 東：沿七股潟湖、青草崙堤防、曾文溪-鹽水溪沿海防風林之公有地
- 南：鹽水溪南岸安平堤防
- 西：各沿海沙洲；臺灣本島最西端位於此處[6]

### 海域範圍
計34,405公頃，分為：
- 沿國家公園海域等深線20公尺
- 東吉嶼（不含）至鹿耳門段海域，寬5公里、長54公里

## 地理

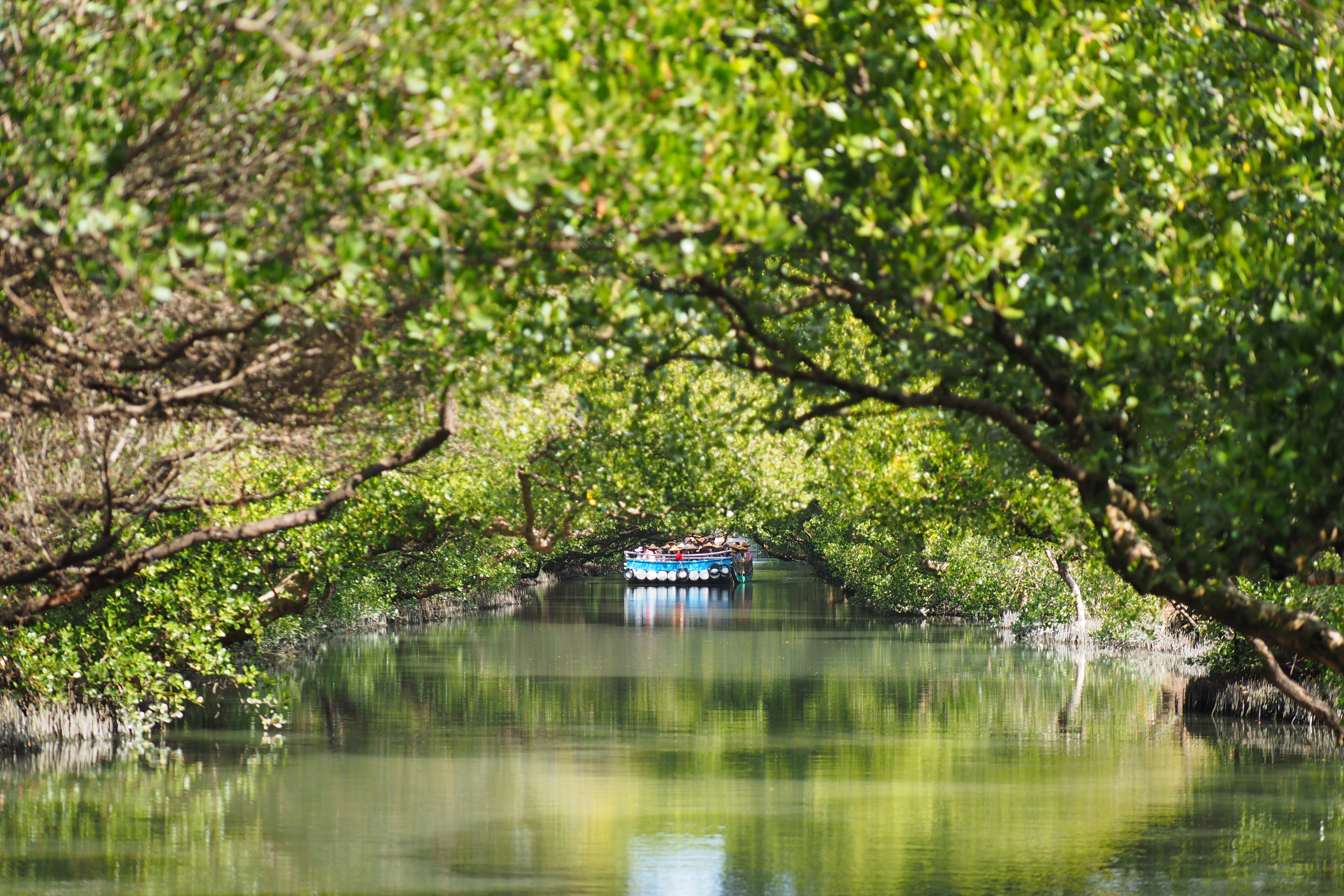
由紅樹林構成的綠色隧道是四草野生動物保護區的特色景點

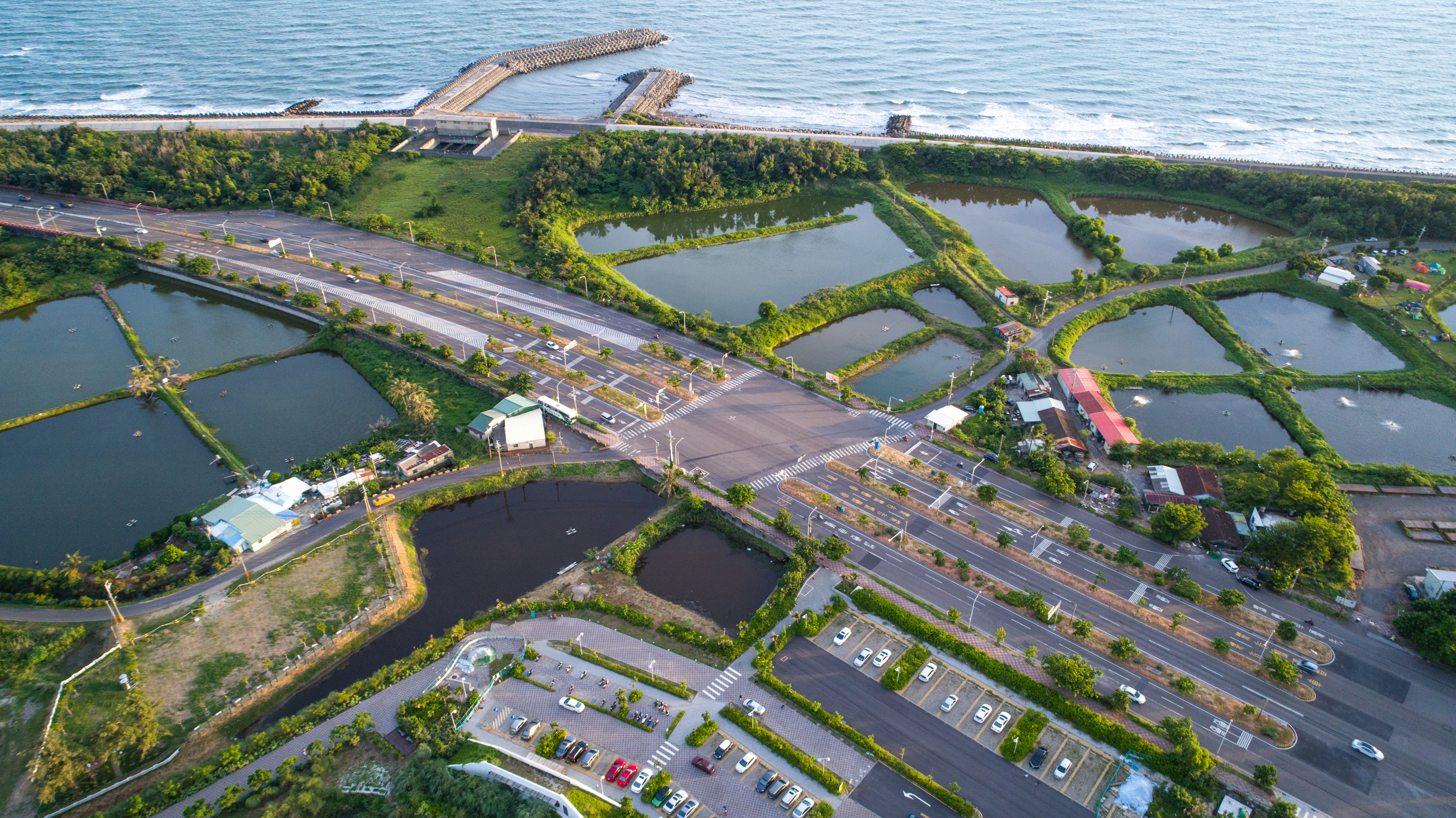
台江國家公園遊客中心-停車場附近

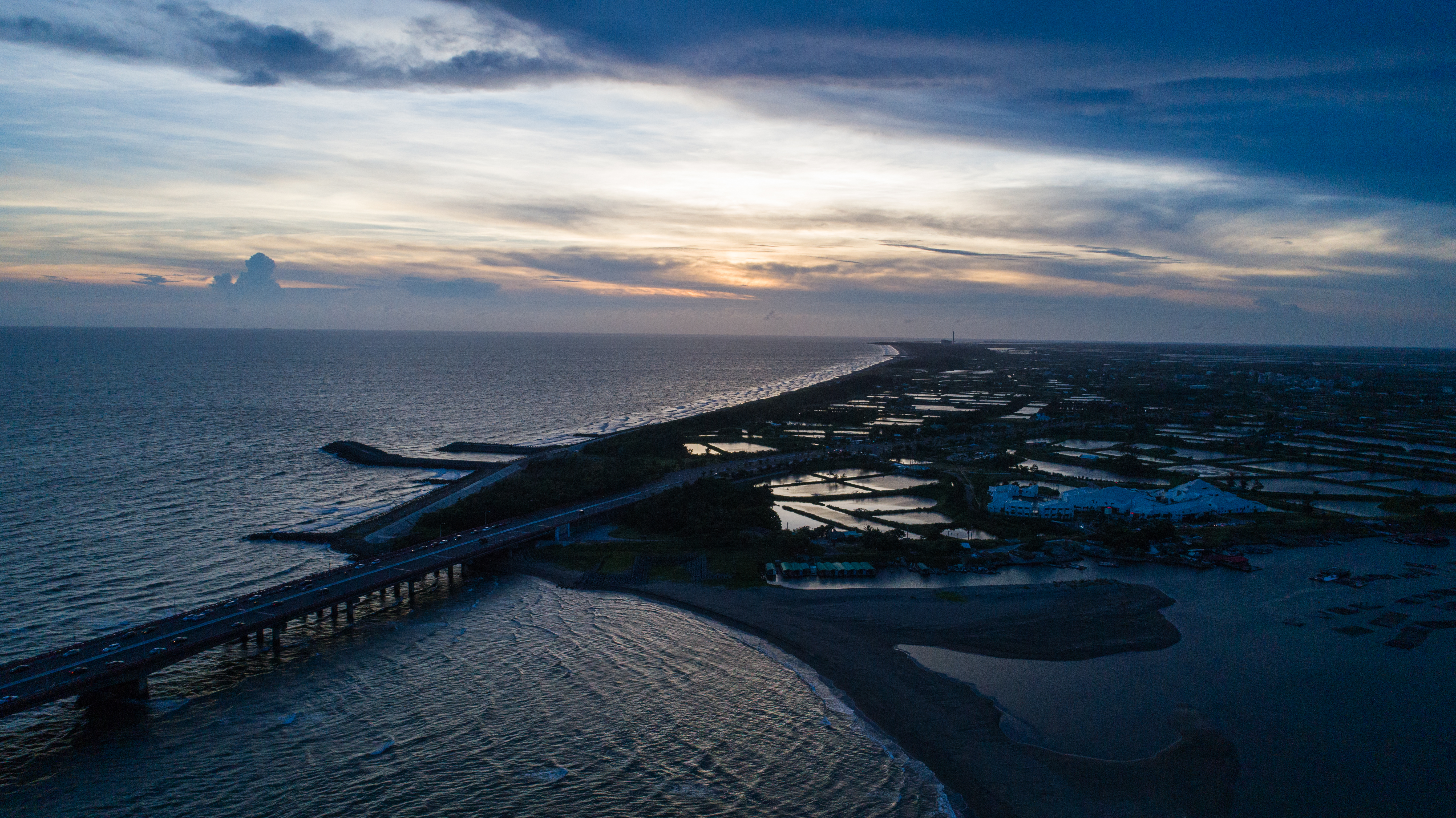
傍晚的四草大橋、鹽水溪出海口

### 地勢
陸地區域原為內海，平均高程僅0.5公尺、無高山。

### 河川
主要河川有三條，皆為東西向、出海口有濕地：
- 曾文溪
- 鹿耳門溪
- 鹽水溪

另有清代南北向人工運河，為臺灣首條運河：
- 竹筏港 - 清道光年由三郊開闢，因寬度僅容竹筏通過得名，今多成排水路、另有觀光化計畫

### 濕地
2007年中華民國內政部營建署評選75處國家級、國際級濕地，其中4處位於台江國家公園內。
- 曾文溪口濕地：國際級，瀕臨絕種的黑面琵鷺每年有三分之二在此渡冬。
- 四草濕地：國際級，範圍內有多處魚塭、鹽田、渠道及紅樹林，為高蹺鴴等水鳥繁殖與保護區。
- 七股鹽田濕地：國家級，冬季吸引雁鴨，亦為黑面琵鷺棲息地。
- 鹽水溪口濕地：國家級，有藻類、紅樹林等。

#### 鹽沼濕地生態
早期台江內海範圍內於日治時期開闢成曬鹽的地方有四草安順鹽田及一部份的七股鹽田。鹽田與魚塭都是基於經濟產業的需求，透過人為的營造所形成的地形景觀。鹽田早期在鹽工與鹽場的管控之下，有規律的水位、鹽度以及經整修過的土堤。魚塭也是，當有養殖魚類時，塭主也需整地、除草、控制水位及鹽度。現今鹽田廢曬，部份魚塭休養之後，這些海埔地便逐漸演變成了另一種濕地的樣態，成為鳥類、魚類的天堂樂園。

#### 河口沙洲潟湖生態
在台江國家公園最常見到的河口沿岸地形：
- 海灘：因為波浪或沿岸流等搬運沙礫堆積在海濱，就形成了海灘。可分為沙灘、礫灘。
- 沙洲：海中的沙礫，因波浪和海流的作用，在濱海地區形成的堤狀沙礫堆積地形，通稱沙洲或障沙島。沙洲完全不與海岸相連者，即為濱外沙洲或離岸沙洲。沙洲為地理學上的名詞，當地人則稱之為「汕」，如：新浮崙汕、頂頭額汕。
- 沙嘴：沙洲的一端與陸地連接，另一端伸向海洋，稱為沙嘴，又稱為「汕尾」。
- 潟湖：濱外沙洲與陸地之間所圍的水域。
- 海埔地：即海埔新生地，係指在海岸地區經自然沈積或施工築堤涸出之土地，廣義而言，泛指臨海地區淺灘處表露的新生土地。

#### 紅樹林濕地生態

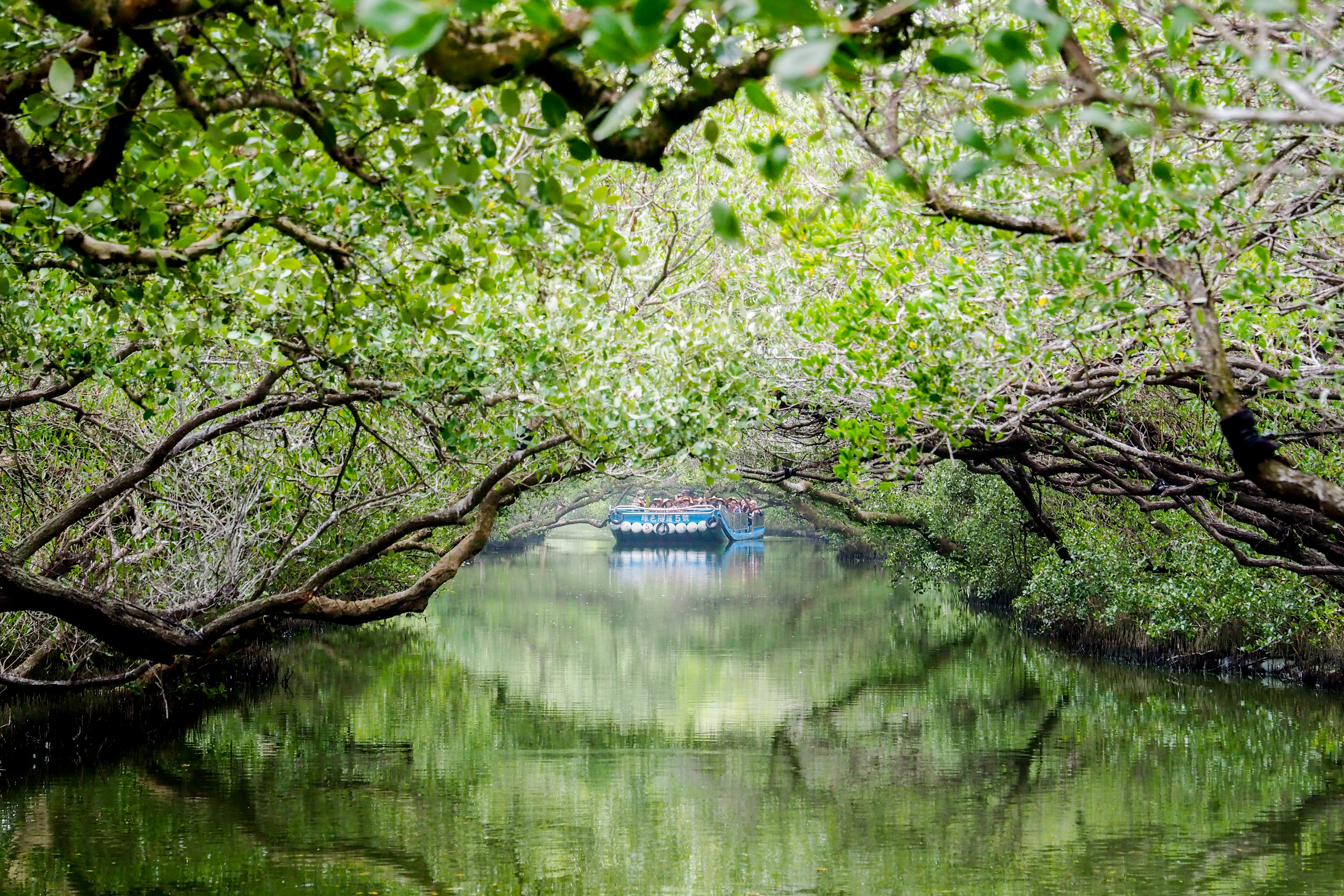
四草綠色隧道

曾文溪北岸的紅樹林，以七股溪與三股溪會合口有近10公頃海茄苳純林的「海寮紅樹林保護區」最具代表性，不但林相優美，也是上千小白鷺、夜鷺及黃頭鷺的群聚營巢所在。
曾文溪北岸以南有三處可欣賞紅樹林濕地
1.在竹筏港潮溝及蔡姑娘廟附近水道，組成樹種為海茄苳及欖李。
2.在四草地區大眾廟後面及東側水道的紅海欖（五梨跤）具茂密支持根及樹冠層，廟旁水道的海茄苳根據年輪調查應有超過數十年的歷史，形成獨特風格的「綠色隧道」。廟的前潮池及周邊水道有生長良好的欖李，六月開滿白花有如六月雪，另有少數人工復育的水筆仔，在此處小小範圍內可同時看到四種紅樹林植物。
3.在四草湖區域（鹽水溪、嘉南大圳、運鹽古運河，與竹筏港溪交會處）有原生較大面積的海茄苳、欖李與紅海欖（五梨跤）的混合林。

### 沙洲
- 青山港汕
- 網仔寮汕
- 頂頭額汕（前三者圍繞七股潟湖）
- 新浮崙汕
- 曾文溪口離岸沙洲
- 臺南城西濱海沙洲

### 古蹟與史蹟
- 四草砲台（國定二級古蹟）
- 安順鹽場運鹽碼頭（市定古蹟）
- 鹿耳門港
- 竹筏港

## 分區
- 生態保護區（4處）
  - （生一）七股海寮紅樹林保護區
  - （生二）黑面琵鷺保護區
  - （生三）高蹺鴴保護區
  - （生四）北汕尾水鳥保護區
- 史蹟保存區（3處）
  - （史一）北竹筏港溪區
  - （史二）南竹筏港溪區
  - （史三）四草砲台區
- 遊憩區（2處）
  - （遊一）六孔碼頭服務區
  - （遊二）南灣碼頭服務區
- 海域一般管制區（2處）
  - （海管一）
  - （海管二）

- 特別景觀區（6處）
  - （特一）七股潟湖外圍青山港、網仔寮沙洲區
  - （特二）頂頭額沙洲區
  - （特三）七股重要野鳥棲地區
  - （特四）城西濕地景觀區
  - （特五）北汕尾濕地景觀區
  - （特六）高蹺鴴濕地景觀區
- 一般管制區（7處）
  - （管一）七股潟湖區
  - （管二）七股魚塭區
  - （管三）城西保安林區
  - （管四）城西魚塭區
  - （管五）鹿耳門溪沿岸區
  - （管六）鹽田生態文化村
  - （管七）四草魚塭區

## 台江生物

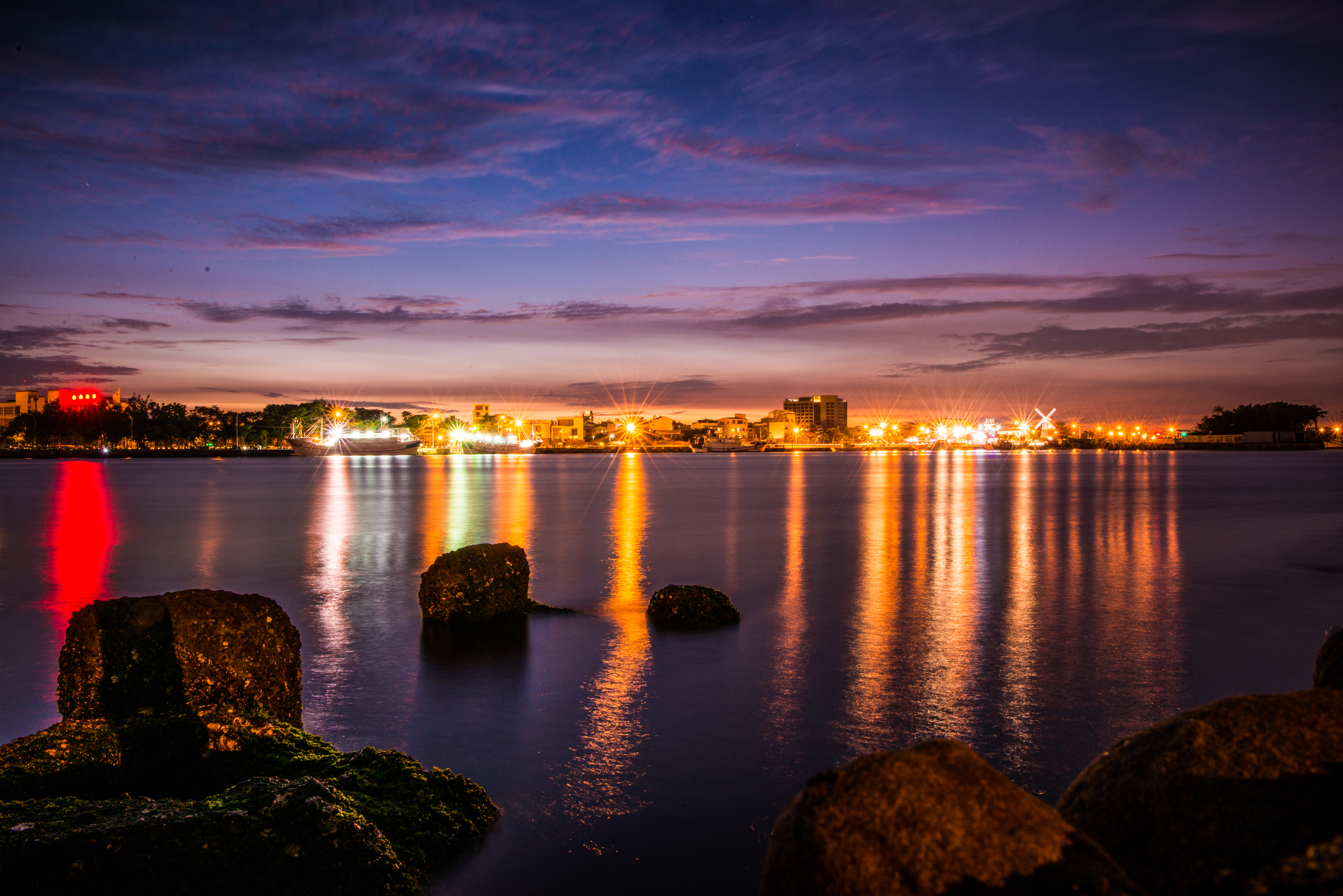
安平夜景

### 黑面琵鷺
全身白色、喙末端呈寬扁狀。黑面琵鷺是全球瀕危鳥種，總數量不超過3000隻，台江地區是目前全世界黑面琵鷺數量最多的度冬棲息地。四草和七股頂山地區也都有穩定的度冬族群。春天北返前覓食頻繁，有時會出現在路邊水位適當的休耕魚塭中。每年都有許多愛鳥人士來此參觀。

### 虱目魚
多養殖食用，全年皆有，3~7月為產卵期。屬於熱帶及亞熱帶水域魚類，能適應各種不同鹽度的棲息環境。以底藻和含有無脊椎動物之沈積物為食。

### 臺灣招潮蟹
表面深褐色，後緣較淡。曾文溪口北岸附近族群數量最大，穴居於高潮線下方土質黏性大的泥灘地，為最耐乾旱又最具攻擊性的招潮蟹。

### 大彈塗魚
體色青綠色，背部散佈細小白點，體延長而側扁。皮膚為呼吸的輔助器官，所以只要保持身體的濕潤即可長期離開水面。領域性、強雜食性。

### 反嘴鴴
全身黑白色，嘴尖細而上翹。出現於濱海濕地如鹽田、草澤、湖泊或魚塭。為非常罕見的冬候鳥，但台江地區有大量穩定度冬族群。成群出現，常有百隻以上的大群聚集活動。

### 短指和尚蟹
呈圓球形且淡藍色，整體顏色豔麗。西部淡水以南至鹽水溪口以北間廣泛分布。嘉南大圳與鹽水溪口匯合處的沙泥灘地易見，也是臺灣本島分布最南界。

### 高蹺鴴
腳細長且呈鮮紅色之涉禽。出現於濱海濕地如水田、草澤、湖泊、魚塭或河口等地。通常成對或成小群出現，台江地區全年普遍易見，冬季時數量更多，且有大群聚集的現象，顯見有冬候鳥族群。

### 凶狠圓軸蟹
頭胸甲寬可達12公分，是臺灣最大的陸蟹。主要分布於西南沿海高潮線以上的魚塭土堤岸邊、潮溝或紅樹林邊緣、雲嘉南臺南沿海防風林下也有大量分布，臺南台江國家公園轄區的防風林可能是最大棲地間與族群數量最大的區域。地方俗稱有：咬苓狗、紅憨狗、憨仔、紅憨仔、海狗仔、雷公蟳、海狗仔（青鯤鯓地區）等。

### 北埔蟬
北埔蟬，學名Taiwanosemia hoppoensis，屬於台灣特有種，體長廿至卅四公分，雄蟬略大於雌蟬，屬中型蟬，體色主要為黃褐色、橄欖綠及黑色。最特別的是，牠只在夜晚鳴叫，眼睛為紅色，台灣蟬類中，只有北埔蟬是複眼及單眼皆呈紅色。

### 台江擬鰕虎
小型魚類為擬鰕虎屬，乃候鳥度冬時的重要食物來源，民國102年（西元2013年）於台江地區發現新種並命名為台江擬鰕虎。

## 景點

### 四草
在台江內海淤積而成的四草湖，形如鹿角，有著豐富的紅樹林生態，是臺灣袖珍版的亞馬遜河！
四草綠色隧道擁有野生動物保護區所保護一大遍紅樹林，可以在四草大眾廟後方搭船遊覽，由於這裡集結五梨跤、水筆仔、欖李、海茄苳等樹種，成為全台灣唯一可在同一處欣賞到有四種紅樹林的地方，故樹種的多樣是台灣之冠。

### 鹽水溪口濕地
濕地位於鹽水溪出海口，面積總計635公頃。在此可以看到瀕臨絕種東方白鸛、黑面琵鷺，還有珍貴稀有澤鵟、魚鷹、紅隼、小燕鷗、畫眉
應列入保育的紅尾伯勞、禾葉芋蘭也是這裡豐富的生態資源之一！

### 海堡
清領時期鹿耳門為出入臺灣的唯一正口，竹筏港溪遺址海堡為荷蘭人據台時於北汕尾所建，與安平古堡遙遙相對，於西元 1656 年遭大水衝毀，在四草大眾廟後方水道岸邊還可以看到遺留下來的樣子。

### 網仔寮沙洲
是一個臨海沙洲，由台灣西部河川所沖積出來的砂土，經過台灣海峽海浪挾帶這些砂土，長年累月地堆積而漸漸露出海面所造成狹長狀沙洲。
在六孔、南灣、龍山、海寮都有娛樂漁筏船家有規劃相關遊程可以搭船到網仔寮沙洲一探究境。

### 黑面琵鷺生態保護區
黑面琵鷺是台江國家公園中相當重要的代表性動物。
保護區位於七股新舊海堤內之縣有地，面積約300公頃，每年9月底，黑面琵鷺會從北方陸續來到過冬，多樣性的河口生態體系，吸引大量的候鳥停棲覓食，隔年3月再陸續飛離溪口返回北方。

### 鎮門宮（鄭成功廟）
廟內供奉鄭成功、媽祖、註生娘娘及土地公等。
門神畫像繪者林中信認為荷蘭人是被鄭成功打敗，所以理當由荷蘭人來服侍鄭成功，因此廟門上的門神像是西洋人面孔，而非一般常見的尉遲恭、秦叔寶。
這一對打赤腳的西洋門神，也成為鎮門宮很與眾不同的特色。

### 六孔碼頭遊憩區
因有六個排水孔而得名，是搭乘娛樂漁筏游潟湖的簡易碼頭，搭船除了遊潟湖，沿途欣賞蚵棚、定置漁網、逛沙洲外，天氣晴朗時還可欣賞到落日餘暉之美，部分船家還會烤蚵仔、虱目魚供遊客品嚐。

### 曾文溪口濕地
位於台灣西南部的曾文溪口，為國際級濕地，面積總計3,218公頃。由於上游帶來豐富的營養鹽，成為一個各級生物群聚的棲息地，每年10月起，吸引黑面琵鷺自韓國等地飛來過冬。
此外更有許多瀕臨絕種(東方白鸛、諾氏鷸、遊隼及草鴞)、稀有珍貴(小燕鷗、鳳頭燕鷗、唐白鷺、黑鸛、白琵鷺)的生態物種。

### 海寮紅樹林區
位於七股溪出海口附近，以海茄冬為主所組成的紅樹林。
而七股居民大多從事養殖漁業，使得此區域吸引了許多主食為魚類的白鷺鷥前來棲息。市政府因此於此區設立三層樓高的賞鷺鷥亭，賞鷺鷥亭右方有紅樹林解說站，針對台灣紅樹林樹種及濱海植物提供有詳細的資訊及說明。

### 南灣碼頭遊憩區
位在七股潟湖區的最西邊，在此碼頭可搭乘竹筏遊覽潟湖。

### 安順鹽場
是日治時期（1919年）由「台灣製鹽會社」所開發的鹽場，是台灣第一個製鹽工業基地，附近五分車鐵道通往永康，運鹽運河通往平洋行，安順鹽場1994年正式停產。

### 四草砲臺（國定古蹟）
西元1840年（清道光20年）鴉片戰爭爆發後，為防英軍攻打臺灣，清廷指派擔任臺灣兵備道姚瑩所闢建。其建成時的規模為砲墩十座，安砲七位，墩外挖掘壕溝，溝內釘竹籤二萬隻，形成固若金湯的防禦，俗稱「鎮海城」。

### 七股潟湖
面積約1,350公頃，是目前台灣最大的潟湖，優良的生態環境，孕育了豐富的海洋生物，再加上人工養殖的魚塭，提供了黑面琵鷺等過境鳥類的食物來源，是牠們的最佳棲息地....。

### 鹿耳門溪
從台灣至澎湖東吉嶼海域之歷史航道，包括：大航海移墾時期閩台對渡的代表性航道、鄭成功登台航道、清朝台灣移墾時期的代表性航道、黑水溝移民拓墾航道等，代表不同時期台海歷史文化以及豐富的沉船文化遺產。

## 台江學園

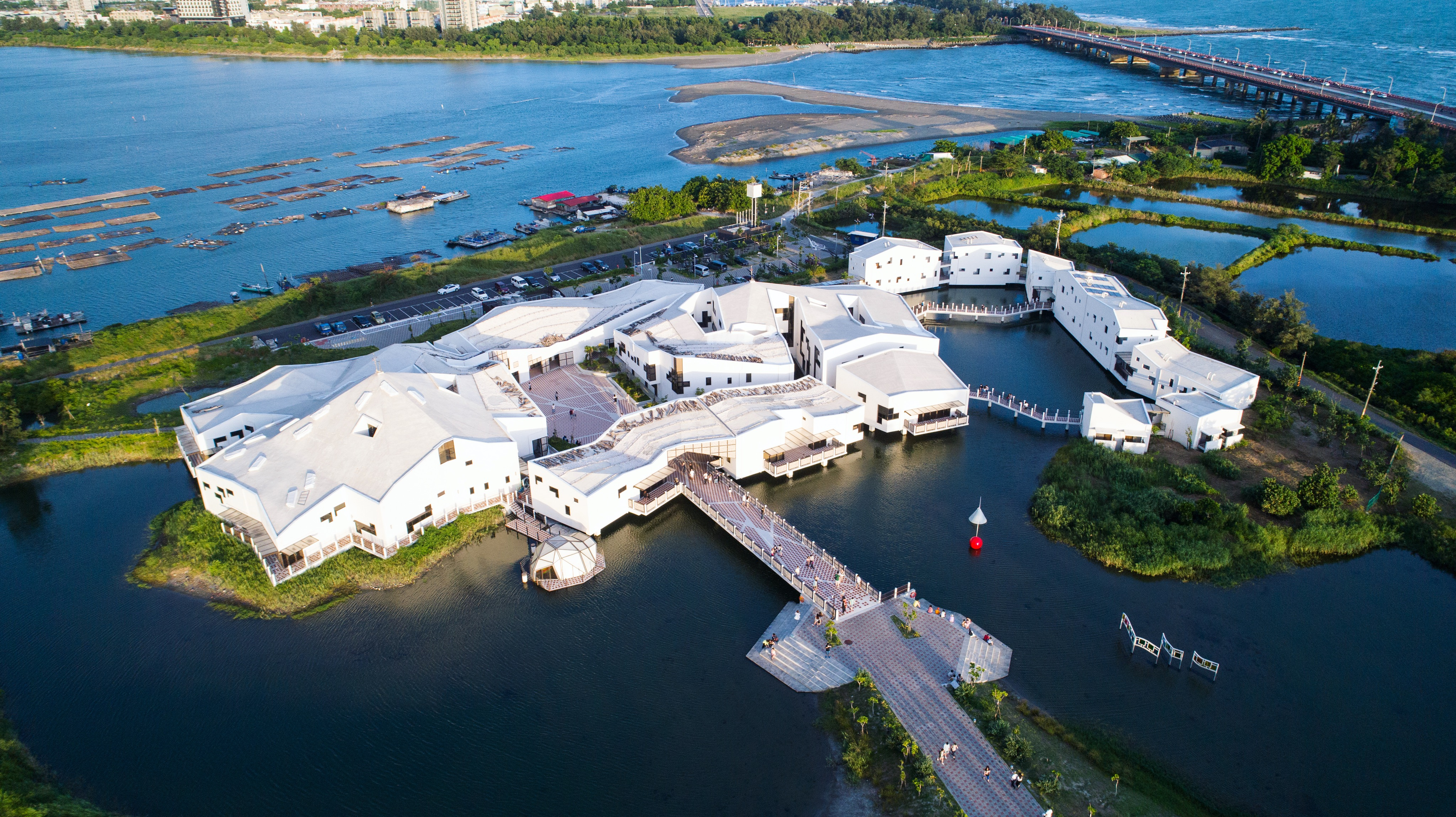
台江學園

台江學園包含國家公園管理處、警察隊、環境教育教室、遊客中心和賣店，興建工程於2013年11月24日舉行動土典禮，2014年9月27日舉行上梁典禮。行政中心暨遊客中心由九典聯合建築師事務所設計，興建基地在漁塭區面積5.6公頃，設計融入高腳屋和浮動屋的概念，為全台第一座在魚塭上的高腳屋構造遊客中心。2016年1月13日行政中心啟用，遊客中心於2019年3月30日完工啟用。

## 其他
- 台江國家公園在劃定範圍時，由於顧慮既有水產養殖業，部份區域未能劃入。例如一般管制區原擬設「大潮溝西側魚塭」、「大潮溝」兩區，但民眾反對而取消[12]。管理單位內政部營建署則表示將來會陸續將私有地劃入、範圍會逐漸擴大[13]。
- 高雄市茄萣區、永安區之民眾要求當地之濕地亦列入台江國家公園[14]。

## 圖集

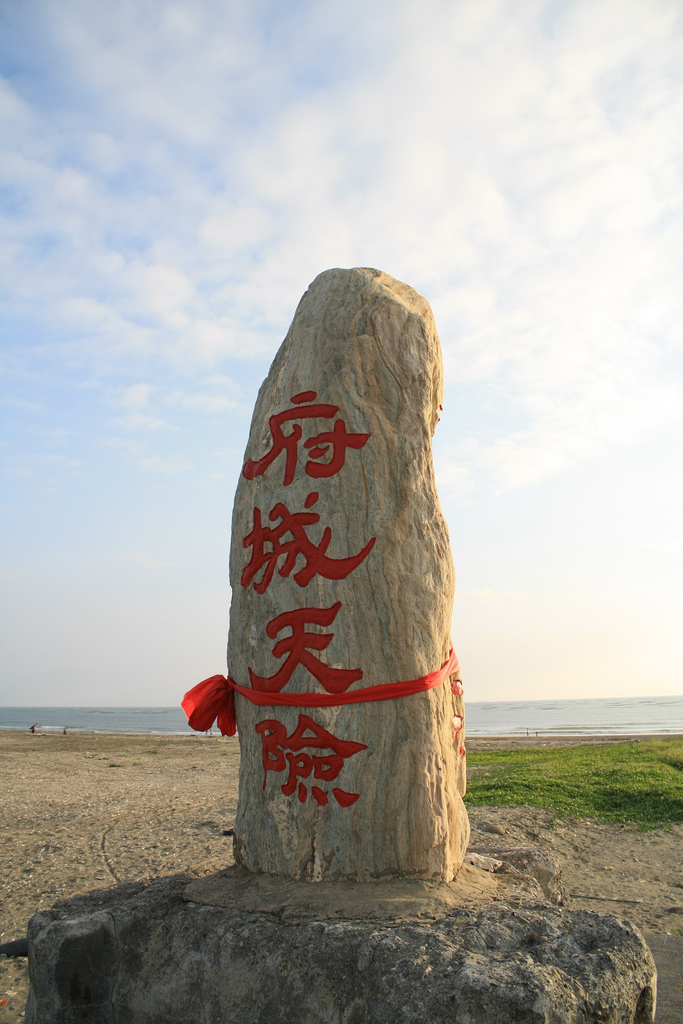
鹿耳門溪出海口為鄭成功攻台之地，今有石碑紀念
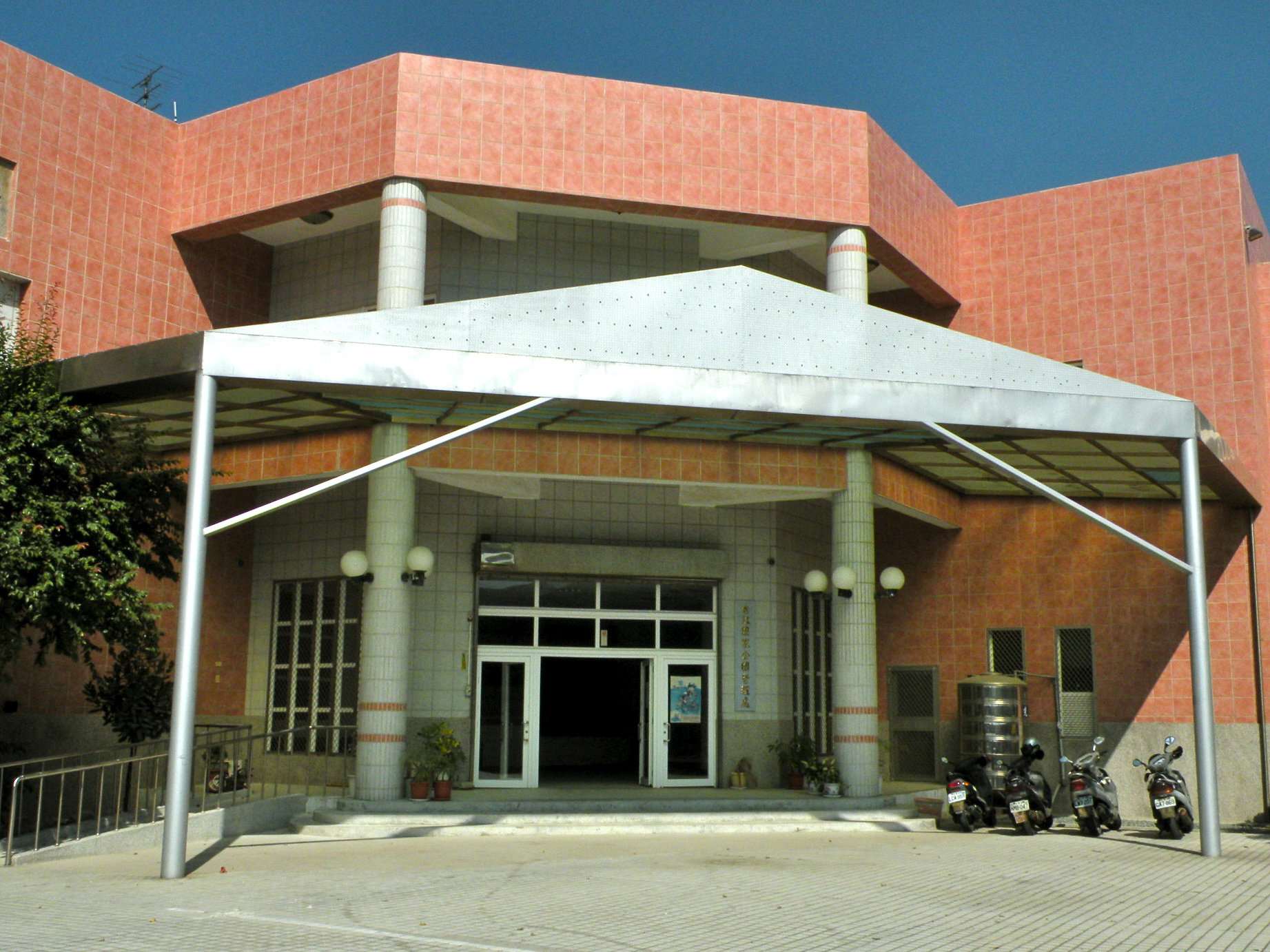
國家公園管理處舊址

## 扩展阅读
- 張原謀; 黃文伯.  (PDF). 國立臺南大學. 台江國家公園管理處. 2014-11-30  [2016-01-30]. （原始内容存档 (PDF)于2016-02-02）.

## 外部連結
- 台江國家公園 （页面存档备份，存于）
- 台江國家公園 （页面存档备份，存于），台灣國家公園，內政部營建署
- 〈台江黑水溝國家公園規劃出爐 近三萬公頃〉 （页面存档备份，存于），《大紀元時報》，2007年10月17日
- 台江黑水溝國家公園案 中央審議，《自由時報》，2007年10月18日
- 台江國家公園的Facebook專頁